# 夜の停車駅
夜の停車駅（よるのていしゃえき）は、NHK-FM放送で1980年4月13日から1985年3月16日まで放送されていた音楽・朗読番組である。語りは江守徹。2019年と2020年にリバイバル版が放送された。

## レギュラー放送

### 出演者
- 江守徹（語り）

### 構成
- 蓬莱泰三
- 河内紀
- 鈴木松子
- 鈴木悦夫
- 岡本一彦

### 放送時間
- 1980年4月13日 - 1983年3月 日曜日 22:30 - 23:00
- 1983年4月 - 1985年3月16日 土曜日 23:00 - 23:55

### 放送リスト
| 10月19日 |  | 蓬莱泰三 |

| 3月14日 | 幸福（しあわせ）のタマゴ |  |

| 9月3日 | 人魚の涙 |  |

## 夜の停車駅 2019夏

### 放送内容
| 放送日       | タイトル                 | スクリプト |
| ------------ | ------------------------ | ---------- |
| 2019年8月5日 | 第1話 - 屋根裏の同居人   | 藤井香織   |
| 2019年8月6日 | 第2話 - 豊かな人生       | 藤井香織   |
| 2019年8月7日 | 第3話 - マドンナの思惑   | 藤井香織   |
| 2019年8月8日 | 第4話 - 避暑地のきらめき | 藤井香織   |
| 2019年8月9日 | 第5話 - 真夏のパンジー   | 藤井香織   |

## 夜の停車駅 2020新春

### 放送内容
| 放送日       | タイトル            | スクリプト |
| ------------ | ------------------- | ---------- |
| 2020年1月2日 | 第1話 - 憂鬱な分身  | 藤井香織   |
| 2020年1月3日 | 第2話 - 雪山の幻想  | 藤井香織   |
| 2020年1月4日 | 第3話 - 思い出のBAR | 藤井香織   |

## 夜の停車駅 2019&2020選

### 放送内容
夜の停車駅 2019夏と夜の停車駅 2020新春の再放送
| 放送日        | タイトル               | スクリプト |
| ------------- | ---------------------- | ---------- |
| 2200年8月11日 | 第1回 - 屋根裏の同居人 | 藤井香織   |
| 2020年8月12日 | 第2回 - マドンナの思惑 | 藤井香織   |
| 2020年8月13日 | 第3回 - 真夏のパンジー | 藤井香織   |
| 2020年8月14日 | 第4回 - 憂鬱な分身     | 藤井香織   |
| 2020年8月15日 | 第5回 - 雪山の幻想     | 藤井香織   |

## 夜の停車駅 2020冬

### 放送内容
| 放送日         | タイトル                     | スクリプト |
| -------------- | ---------------------------- | ---------- |
| 2020年12月29日 | 第1話 - レトロな鍵           | 藤井香織   |
| 2020年12月30日 | 第2話 - バラのある家         | 藤井香織   |
| 2020年12月31日 | 第3話 - 波打ち際のボールペン | 藤井香織   |